# La Défense
La Défense är en stor kontorsstadsdel belägen väster om Paris innerstad och förorten Neuilly-sur-Seine. Området ligger inom kommunerna Courbevoie, Nanterre und Puteaux. Det omgärdas av en cirkelmotorväg som bildar gräns till orterna Nanterre, Courbevoie och Puteaux som alla ligger i departementet Hauts-de-Seine.
Typiskt för stadsdelen är modern arkitektur som till största del utgörs av kontorsskyskrapor, shoppingcenter och bostadshus. Området har fått sitt namn efter skulpturen La Défense de Paris som uppfördes 1883 för att hedra soldaterna som hade försvarat Paris under det fransk-tyska kriget.
I september 1958 startade, l Établissement public pour l'aménagement de La Défense, (EPAD) som skulle försöka bringa liv i de gamla kvarteren som till största del bestod av fabriker, slumkvarter och några gårdar. Området har idag utvecklats till Paris ekonomiska centrum.
I La Défense finns många av Paris och Frankrikes högsta byggnader; fjorton byggnader är över 150 meter höga. Högst av dem (2014) är Tour First (1974–1998 kallad Tour UAP, 1998–2007 kallad Tour AXA), med en takhöjd på 225 meter (231 meter inklusive antenn). Höjden var tidigare 159 meter och utökades under en ombyggnad 2007–2011. Tour First blev därmed Frankrikes högsta skyskrapa. Tour Hekla, som är under uppförande och beräknas färdigställas 2022, kommer bli ännu högre, 220 meter.

## Grande Arche
Ett av de största turistmålen i La Défense är Grande Arche, "stora bågen". Den uppfördes på den historiska axeln som har sin utgångspunkt i Louvren och går i en rak linje via Place de la Concorde, längs avenyn Champs-Élysées och Triumfbågen ut till La Défense och avslutas med den hundra meter höga bågen Grande Arche.

## Utbildning
Paris La Défense samlar klustret Pôle universitaire Léonard-de-Vinci, IA Institut, ett EPITA-campus och fyra handelshögskolor: EDC Paris Business School, ESSEC Business School, ICN Business School och IÉSEG School of Management. Det är också hem för European School of Paris-La Défense, en internationell grundskola och gymnasium som ackrediterades som en europeisk skola 2020.

## Skyskrapor

La Défense på natten

- Tour First (231 m)
- Tour Hekla (220 m)
- Tour Majunga (194 m)
- Tour Total (187 m)
- Tour T1 (185 m)
- Tour Areva (184 m)
- Tour Granite (184 m)
- Tour Gan (179 m)
- Tour Saint-Gobain (178 m)
- Tour D2 (171 m)
- Tours Société Générale (167 m)
- Tour Trinity (167 m)
- Tour Carpe Diem (162 m)
- Coeur Défense (161 m)
- Tour Alto (160 m)
- Tour Égée (155 m)
- Tour Ariane (152 m)
- Tour Défense 2000 (134 m)
- Tour Eqho (131 m)
- Tour Michelet (127 m)
- Tour France (126 m)
- Tour Franklin (116 m)
- Tour Manhattan (110 m)
- Tour Landscape (101 m)
- Tour Eria (59,35 m)